# Lluciapomaresius panteli
Lluciapomaresius panteli is een rechtvleugelig insect uit de familie van de sabelsprinkhanen (Tettigoniidae). De wetenschappelijke naam van deze soort is voor het eerst voorgesteld als Ephippiger panteli door Longinos Navás in een publicatie uit 1899.
Deze soort komt verspreid voor in de provincie Tarragona in Noordoost-Spanje.